# Трутовик сірчано-жовтий
Трутовик сірчано-жовтий або летипор сірчано-жовтий (Laetiporus sulphureus) — деревний гриб з родини фомітопсисових (Fomitopsidaceae). Місцева назва — кулина. Молоді плодові тіла використовують в кулінарії.

## Будова

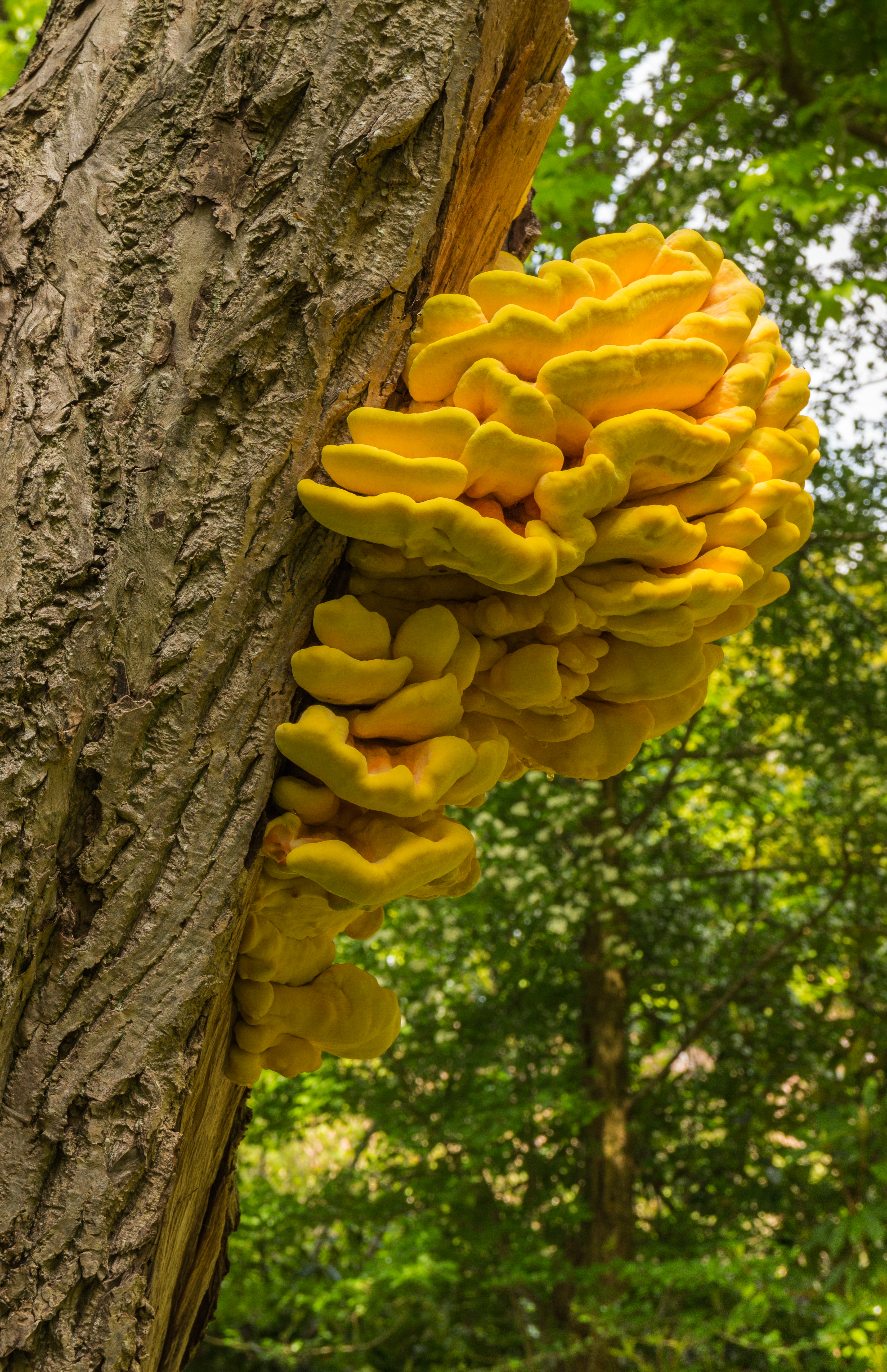
Вигляд збоку

Шапки рихлом'ясисті, 10-40 см у діаметрі, 1-4 см завтовшки, напівкруглі, черепичастими групами, оранжево- або сірчано-жовті, часто з рожевим відтінком, згодом вицвітають до жовтуватого кольору, з рівним, зрідка підігнутим, пізніше хвилястим краєм. Гіменофор трубчастий, сірчано-жовтий, пори дрібні. Спори широко-еліпсоподібні або яйцеподібні, 5-7 Х 3,5-5 мкм, безбарвні або блідо-жовті. М'якуш м'який, м'ясистий, жовтуватий або білий.

## Поширення та середовище існування
Паразитний гриб. Зустрічається по всій Європі та Північній Америці, зокрема і в Україні. Росте в листяних, зрідка в хвойних лісах на живих і відмерлих стовбурах дерев. Особливо велике поширення має в захаращених лісах, заповідниках та заказниках, наприклад у національному парку "Кременецькі гори" на  тернопільщині.

## Синонімія
- Agarico-carnis flammula Paulet, (1793)
- Agarico-pulpa styptica Paulet, (1793)
- Agaricus speciosus Battarra, (1755)
- Boletus citrinus Lumn., (1791)
- Boletus coriaceus Huds., (1778)
- Boletus imbricatus Bull., (1788)
- Boletus lingua-cervina Schrank, (1789)
- Boletus ramosus Bull., (1791)
- Boletus sulphureus Mérat, (1821)
- Boletus sulphureus Bull., (1789)
- Boletus tenax Bolton, (1788)
- Boletus tenax Lightf., (1778)
- Ceriomyces aurantiacus (Pat.) Sacc., (1888)
- Ceriomyces neumanii Bres., (1920)
- Cladomeris casearius (Fr.) Quél., (1886)
- Cladomeris imbricatus (Bull.) Quél., (1886)
- Cladoporus sulphureus (Bull.) Teixeira, (1986)
- Daedalea imbricata (Bull.) Purton, (1821)
- Grifola sulphurea (Bull.) Pilát, (1934)
- Laetiporus cincinnatus (Morgan) Burds., (1998)
- Laetiporus speciosus Battarra ex Murrill, (1904)
- Laetiporus sulphureus f. aurantiacus (Pat.) Bondartsev, (1953)
- Laetiporus sulphureus f. ramosus (Quél.) Bondartsev, (1953)
- Leptoporus casearius (Fr.) Quél., (1888)
- Leptoporus imbricatus (Bull.) Quél., (1888)
- Leptoporus ramosus (Bull.) Quél., (1888)
- Leptoporus sulphureus (Bull.) Quél.,(1888)
- Merisma imbricatum (Bull.) Gillet, (1878)
- Merisma sulphureus (Bull.) Gillet, (1878)
- Polypilus casearius (Fr.) P. Karst., (1882)
- Polypilus imbricatus (Bull.) P. Karst., (1882)
- Polypilus sulphureus (Bull.) P. Karst., (1881)
- Polyporellus rubricus (Berk.) P. Karst., (1880)
- Polyporus candicinus (Scop.) J. Schröt.
- Polyporus casearius Fr., Epicr. (1838)
- Polyporus cincinnatus Morgan, (1885)
- Polyporus imbricatus (Bull.) Fr., (1821)
- Polyporus ramosus (Bull.) Gray, (1821)
- Polyporus rostafinskii Blonski, (1888)
- Polyporus rubricus Berk., (1851)
- Polyporus sulphureus (Bull.) Fr., (1821)
- Polyporus todari Inzenga, (1866)
- Ptychogaster aurantiacus Pat., (1885)
- Ptychogaster aureus Lloyd, (1921)
- Sistotrema sulphureum (Bull.) Rebent., (1804)
- Stereum speciosum Fr., (1871)
- Sulphurina sulphurea (Quél.) Pilát, (1942)
- Tyromyces sulphureus (Bull.) Donk, (1933)

## Практичне використання

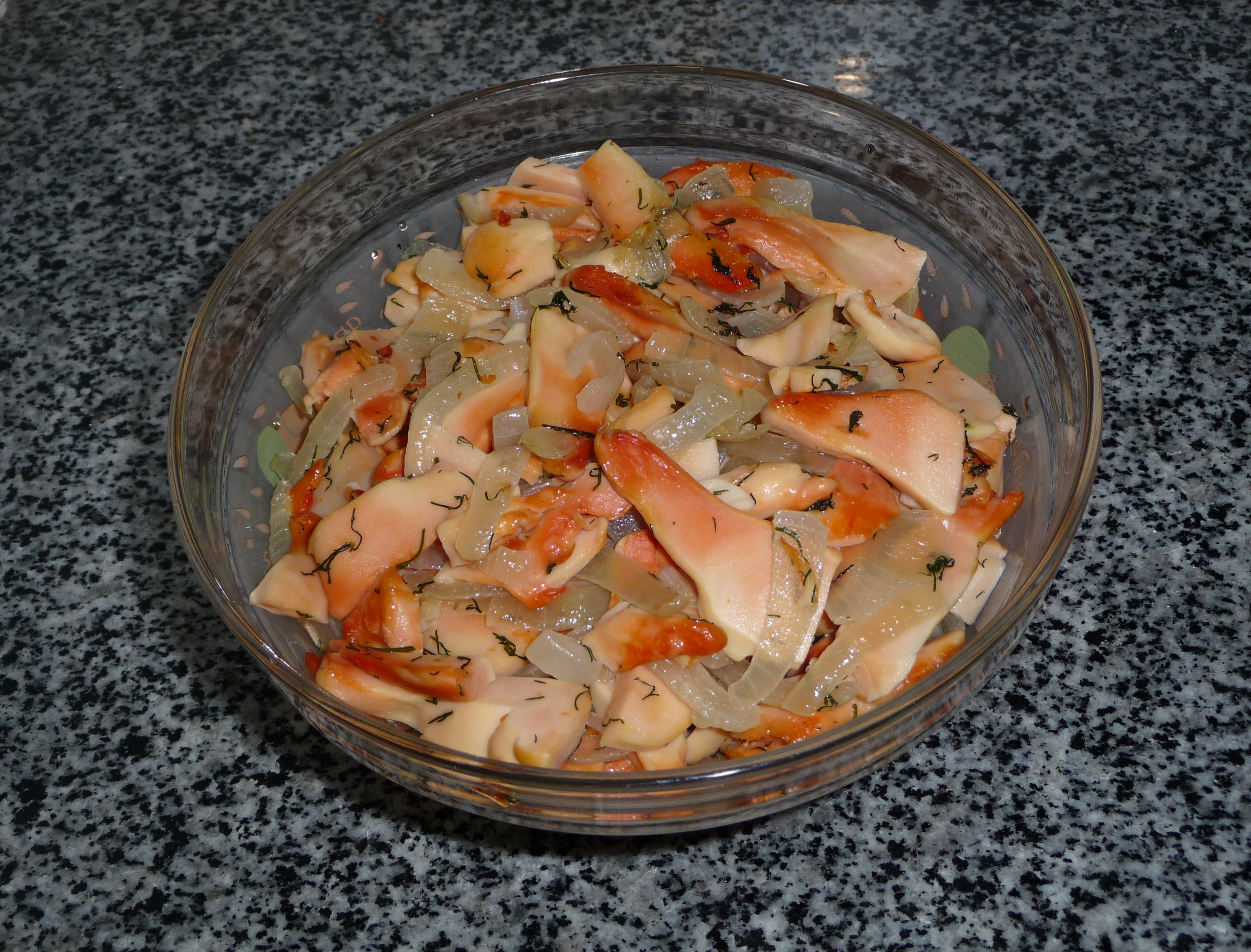
Страва з обсмажених грибів

### Кулінарія
Молоді плодові тіла їстівні, мають специфічний смак. Використовують свіжими.

### Медицина
Гриб містить антибіотичні речовини.